# Gomphidiaceae
Gomphidiaceae (René Maire, 1933 ex Walter Jülich, 1982) este o familie de ciuperci comestibile a încrengăturii Basidiomycota, în clasa Agaricomycetes și ordinul Boletales, împărțită în 5 genuri cu aproximativ 47 specii. Preponderent, speciile acestui gen coabitează, formând micorize pe rădăcinile arborilor de rășinoase, preferând pinul. Tip de gen precum cel mai mare și cunoscut este Gomphidius.
Numele generic este derivat din cuvântul de limba greacă veche (greacă veche γομφος=cui larg cuneiform, știft, țăruș), datorită aspectului exterior.

## Taxonomie
Primul care a descris familia de fungi sub această denumire, dar în limba franceză, a fost cunoscutul micolog René Maire în volumul 15 al jurnalului științific Musei barcinonensis scientiarum naturalium opera din 1933.
După ce însă, începând cu 1 ianuarie 1935, Codul Internațional de Nomenclatură pentru alge, fungi și plante (ICN) a hotărât, că numele unui nou taxon de ciuperci și de plante (cu excepția algelor și a tuturor fosilelor), pentru a fi publicate în mod valabil, trebuie să fie însoțit de o descriere sau diagnostică latină sau bazat la o referire anterioară a unei descrieri sau diagnostice, scrisă în limba latină precum publicată eficace, de verificat în articolul 36.1 al regulilor și recomandărilor. Astfel denumirea a devenit nomen invalidum.
Deși micologul german Rolf Singer a constatat acest fapt deja în 1951, numele de familie a fost rescris în limba latină sub păstrarea numelui generic precum al epitetului de abia de micologul german Walter Jülich în cartea sa Higher taxa of Basidiomycetes din 1981.
S-a hotărât, că fostul gen independent Brauniellula, descris de micologii Alexander H. Smith și Rolf Singer în 1959, să fie doar un sinonim pentru genul Chroogomphus. Mai departe, genul Leucogomphidius, descris de micologii cehi František Kotlaba și Zdeněk Pouzar în 1972, a fost declarat sinonim al genului Gomphidius.

## Descriere
Această familie de bureți este mică, dar ușor de identificat. Ciupercile din acest grup au formă de cuie largi și cuneiforme, o cuticulă unsuroasă până vâscoasă, în special pe vreme umedă (nesurprinzător, deoarece rudele lor cele mai apropiate sunt specii ale genului Suillus), prezintă lamele lung decurente la picior care capătă o culoare din ce în ce mai închisă (până la neagră) cu avansarea în vârstă și produc spori alungiți, cenușii până la negru și fără por de germen. Unele dintre ele dezvoltă un văl parțial care acoperă lamelele tinere. La exemplarele mature, resturile acestui văl lasă adesea în urmă un inel subțire și vâscos în jurul piciorului. Carnea nu este niciodată fibroasă.

## Sistematica chimică a familiilor Suillaceae și Gomphidiaceae
Micologii germani Helmut Besl și Andreas Bresinsky se referă la această situație.
„Rezultatele chimic-taxonomice referitoare la genurile Boletinus, Suillus, Gastroboletus, Gomphidius și Chroogomphus sunt rezumate și discutate, folosind datele publicate, precum și propriile noastre dovezi nepublicate de pigmenți și cromogeni. Studiul confirmă afirmațiile făcute în mod repetat că aceste genuri sunt strâns legate. Pe lângă prezența pigmenților, care sunt tipici pentru majoritatea membrilor Boletales (de exemplu, derivați ai acidului pulvinic, terfenilchinonei, ciclopentenonei), fenolilor prenilați și chinonelor pot fi, de asemenea, detectate constant aici (cu excepția Boletinus), la fel ca în Rhizopogon. În consecință, Suillus este mai strâns legat de Gomphidiaceae și Rhizopogonaceae decât de Boletaceae-le rămase. Prin urmare, este necesar să se înființeze o nouă familie Suillaceae care include Boletinus, Suillus și Gastrosuillus și o nouă subordonare Suillineae care include Suillaceae, Gomphidiaceae și Rhizopogonaceae în ordinul Boletales.”

## Genurile familiei
După eliminarea genurilor anterior valabile Brauniellula și Leucogomphidius (vezi mai sus) au mai rămas cinci:
- Chroogomphus (Singer) O.K.Mill. (1964) cu 22 specii (6 în Europa),[15] Anterior a făcut parte de genul Gomphidius și până astăzi, un număr nu prea mic de micologi nu acceptă dislocarea.[16]
- Cystogomphus Singer (1942) cu 1 specie, Cystogomphus  humblotii,[17]
- Gomphogaster O.K.Mill. (1973) cu 1 specie, Gomphogaster leucosarx,[18][19]
- Gomphidius, (Fr.) Fr. (1836),[20]
- Roseogomphus O.K.Mill. (1971) cu 1 specie, Roseogomphus subroseus.[21]

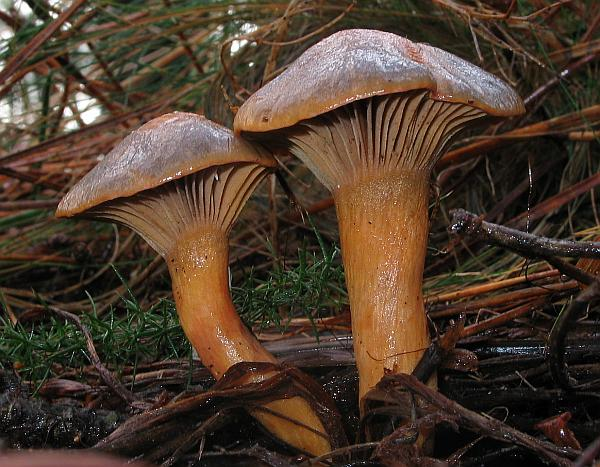
Chroogomphus rutilus
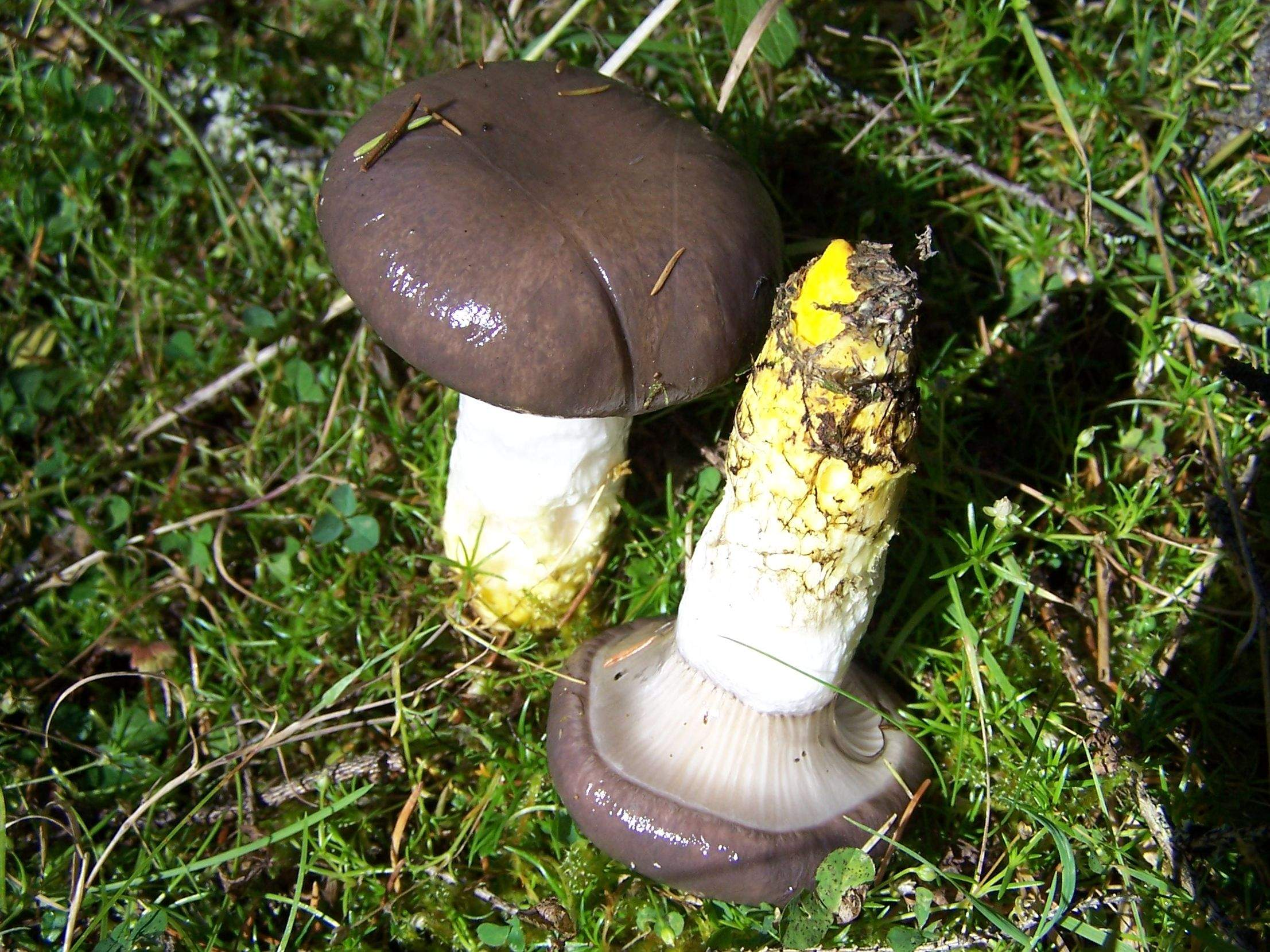
Gomphidius glutinosus

## Confuzii
Fără a privi culoarea sporilor, ciupercile familiei Gomphidiaceae pot apărea asemănătoare cu ciupercile de genul Paxillus sau Phylloporus. Ambele sunt, de asemenea, legate de speciile familiei Boletaceae, ceea ce explică de ce cele trei linii produc ciuperci care arată aproape la fel. La Paxillus, lamelele sunt ușor îndepărtate de picior într-un singur strat. Această caracteristică este comună printre Boletaceae, ceea ce sugerează relațiile taxonomice ale lui Paxillus. Ciupercile Phylloporus produc lamele groase, galbene și au o textură asemănătoare cu ceara. Această combinație distinctivă nu se găsește la Gomphidiaceae.

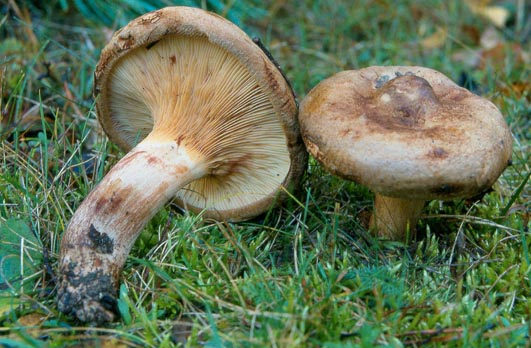
!!!Paxillus involutus!!!
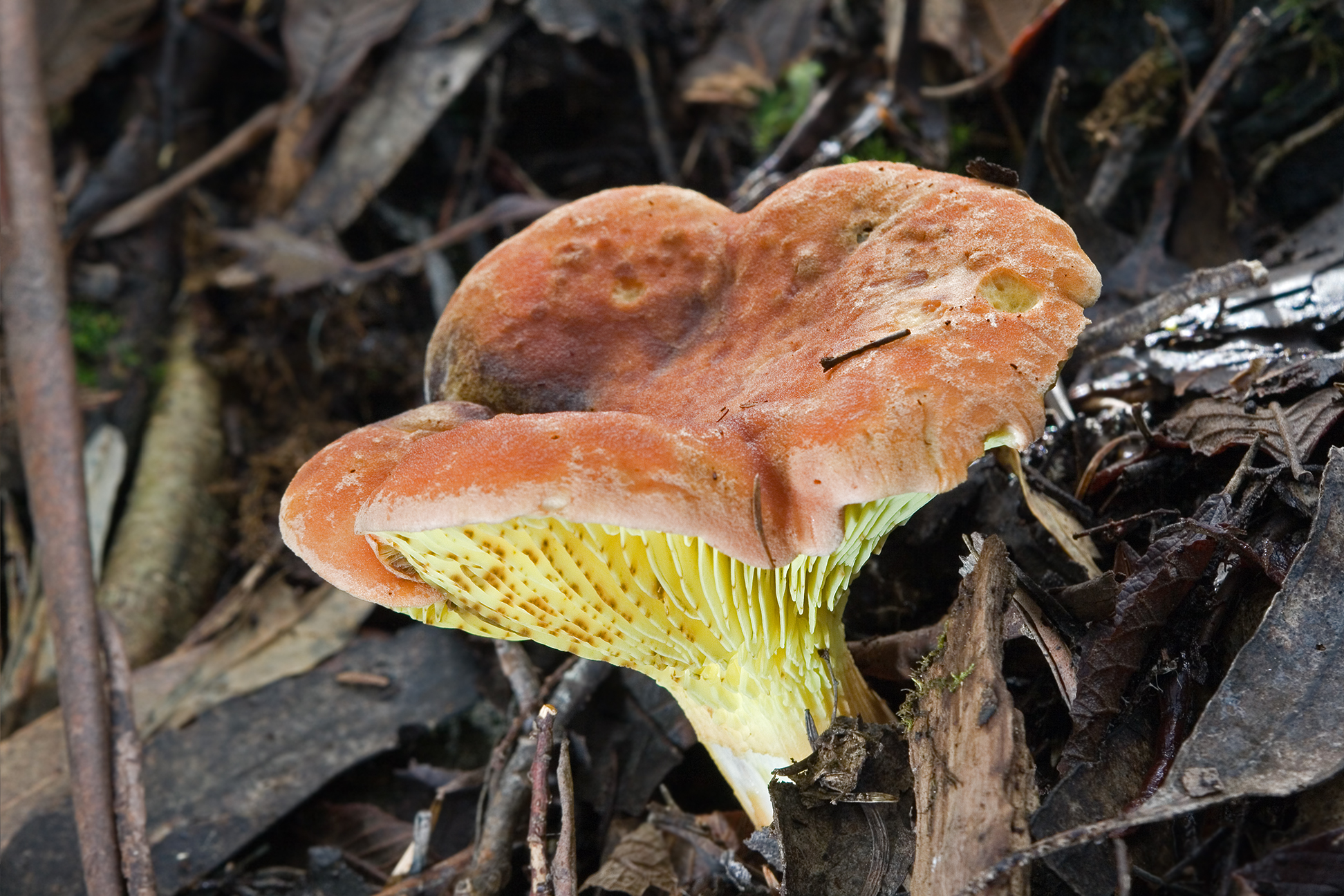
Phylloporus pelletieri